# Makhunoane
Makhunoane är en ort och kommun (community council) i Lesotho.   Den ligger i distriktet Butha-Buthe, i den norra delen av landet, 120 km nordost om huvudstaden Maseru. Makhunoane ligger 1 722 meter över havet och antalet invånare i kommunen är 8 085. Orten Makhunoane hade 253 invånare vid folkräkningen 2006.
Terrängen runt Makhunoane är kuperad. Runt Makhunoane är det ganska tätbefolkat, med 67 invånare per kvadratkilometer. Det finns inga andra samhällen i närheten. Trakten runt Makhunoane består i huvudsak av gräsmarker.